# Loxobates masapangensis
Loxobates masapangensis là một loài nhện trong họ Thomisidae.
Loài này thuộc chi Loxobates. Loxobates masapangensis được Alberto Barrion & James A. Litsinger miêu tả năm 1995.